# Pământul Făgăduinței

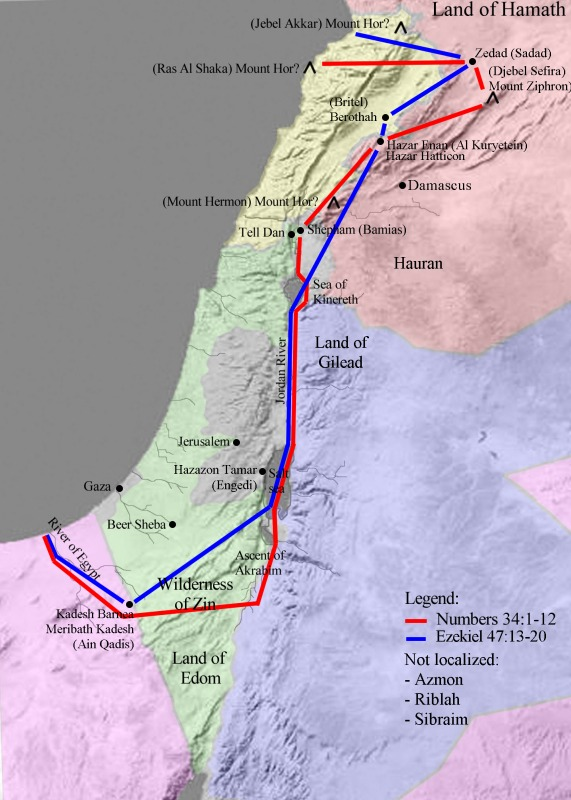
Harta arată granițele Pământului Făgăduinței, conform Bibliei..

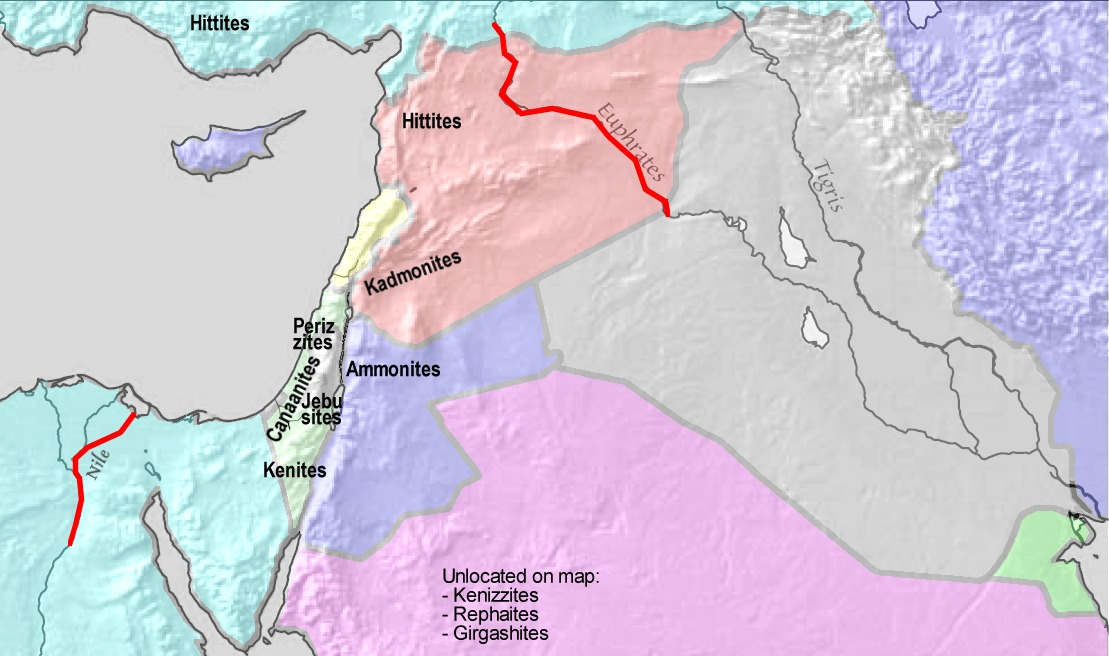
Harta arată o interpretare a granițelor Pământului Făgăduinței, bazată pe promisiunea dată de Dumnezeu lui Avraam.

Pământul Făgăduinței (ebraică הארץ המובטחת, translit.: Ha ' aretz HaMuvtahat; arabă أرض الميعادأرض الميعاد, translit.: Ard Al-Mi ' ad; cunoscut și sub numele de Țara de Lapte și Miere) este țara care, potrivit cărții Tanah (Biblia ebraică), a fost promisă și, ulterior, dată de Dumnezeu lui Avraam și urmașilor lui și, în context modern, o imagine și o idee referitoare atât la regăsita Patrie pentru poporul Evreu cât și, în sens larg, la mântuire și eliberare.

## Istorie biblică
Promisiunea a fost prima dată făcută lui Avraam (Facerea 15:18-21), apoi confirmată fiului său Isaac (Facerea 26:3), și apoi fiul lui Isaac, Iacov (Facerea 28:13), nepotul lui Avraam. Pământul Făgăduinței a fost descris ca un teritoriu între fluviulul Egiptului (adică Nilul) și fluviul Eufrat(Ieșirea 23:31). O suprafață mai mică a fostei țări canaanite și a pământurilor la est de râul Iordan a fost cucerită și ocupată de către urmașii canaaniților, israeliții, după ce Moise a condus Exodul din Egipt (Numerii 34:1-12); această ocupație a fost interpretată ca împlinire a făgăduinței lui Dumnezeu (Deuteronomul 1:8).

## Conceptul sionist
Conceptul de Pământ al Făgăduinței este principiul central al Sionismului, al cărui discurs sugerează că evreii de azi sunt descendenți din israeliții și macabeii de la care moștenesc dreptul de a-și restabili patria. Palestinienii susțin și ei că descind din israeliți și macabei, precum și toate celelalte popoare care au trăit în regiune.

## Negro spiritual
Simbolistica legată de Pământul Făgăduinței a fost invocată în Negro spiritual ca paradis și ca o evadare din sclavie, ideal care, de multe ori, poate fi atins numai prin moarte. Imaginile și termenii au fost, de asemenea, utilizate în cultura populară: de exemplu în predici și discursuri, cum ar fi „Am fost în vârful muntelui” (I've Been to the Mountaintop), faimosul discurs al lui Martin Luther King Jr. din anul 1968:
„Vreau să fac doar voia lui Dumnezeu. Și mi-a permis să merg pe munte. Și m-am uitat în jos. Și am văzut Pământul Făgăduinței. Eu nu pot să ajung acolo cu tine. Dar vreau să știi că în seara asta, că noi, ca oameni, vom ajunge în Țara Făgăduinței. Așa că eu sunt fericit, în seara asta. Nimic nu mă îngrijorează. Nu mă tem de niciun om. Ochii mei au văzut slava care vine de la Domnul.”

## Promisiunea divină
Promisiunea pe care este baza acestei sintagme este cuprinsă în mai multe versete din Geneza în Tora. În Facerea 12:1 se spune:
După aceea a zis Domnul către Avram: „Ieși din pământul tău, din neamul tău și din casa tatălui tău și vino în pământul pe care ți-l voi arăta Eu.”
și în Facerea 12:6:
Acolo S-a arătat Domnul lui Avram și i-a zis: „țara aceasta o voi da urmașilor tăi”